# Obelo

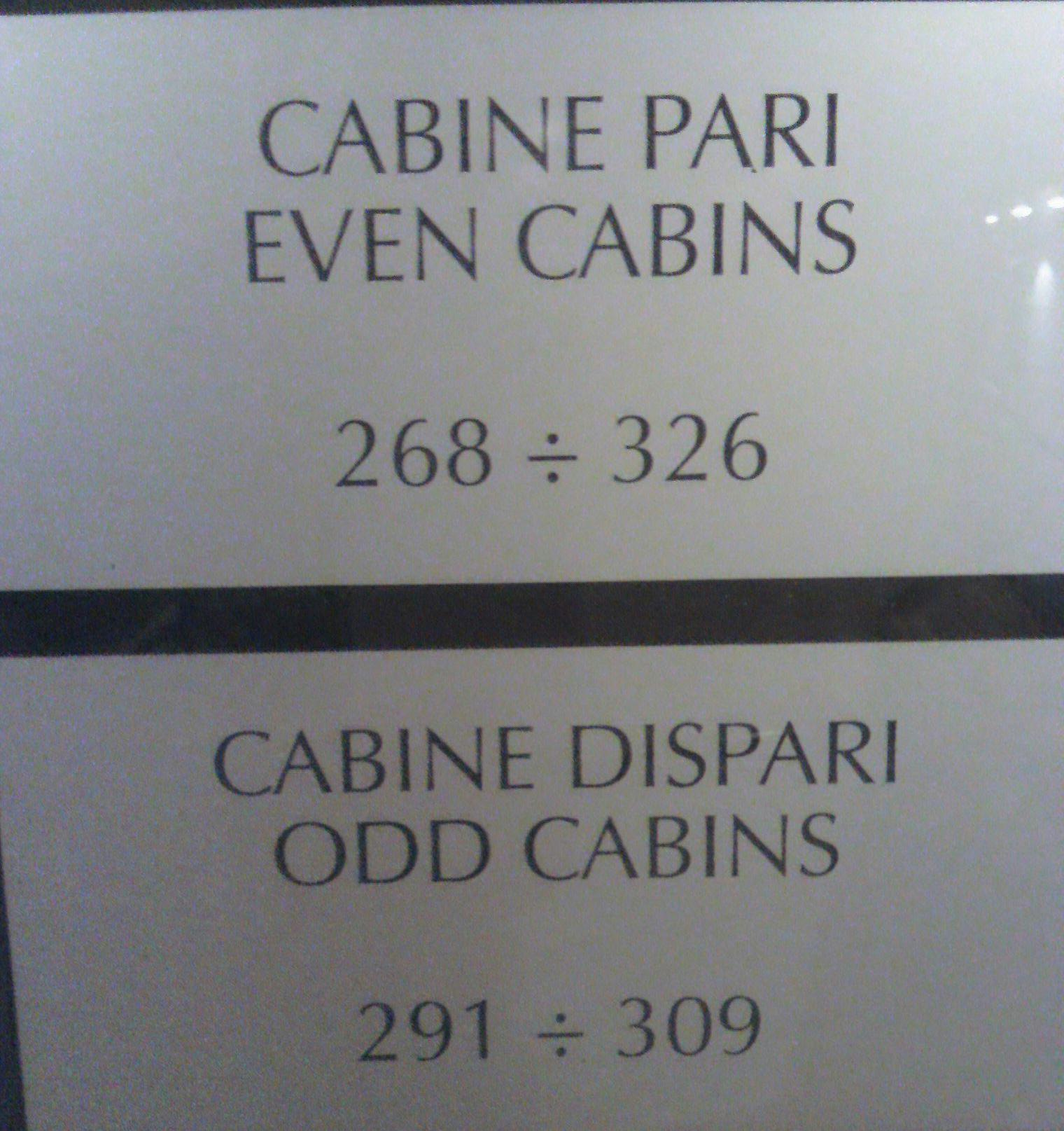
Utilizzo del simbolo su un traghetto della Tirrenia

L'obelo (AFI: /ˈɔbelo/), indicato col segno ÷, è un simbolo costituito da una breve linea orizzontale con  un punto sopra e sotto. È usato prevalentemente per rappresentare l'operazione di divisione, soprattutto nella lingua inglese. In Italia è talvolta impiegato per indicare un intervallo, per esempio "3 ÷ 7" significa "da 3 a 7".
Nel Medioevo il simbolo fu rappresentato con una lineetta orizzontale e un punto sopra di essa. 
Il nome obelo è talvolta utilizzato per indicare l'obelisco (†).

## Obelismo
Da un punto di vista paleografico, l'obelo è anche quel simbolo, in forma di lineetta orizzontale (in greco antico: ὀβελός?, obelós, "spiedo"), che i grammatici alessandrini, nell'edizione critica di un testo, utilizzavano nei marginalia per indicare l'atetesi di quei passi che si consideravano spuri. Un esempio ne è l'uso di Aristarco nei confronti dei manoscritti di Omero ritenuti falsi o corrotti.

Tale pratica fa parte delle tecniche di  obelismo, ossia la pratica di annotare manoscritti con segni indicati a margine. Infatti  nella redazione di manoscritti, oltre agli obeli, gli editori greci utilizzavano altri simboli 

Varianti degli obeli utilizzati nell'analisi critica di un testo spurio
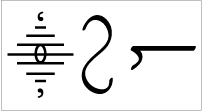
Le coronidi per indicare le sezioni.
La paragraphos era usata per le pause.
La diple era usata per i versi di dubbio significato.

## Nei computer
È il carattere ASCII numero 247, e su Windows si può scrivere con la combinazione da tastiera "Alt+246" (Alt sinistro e numeri del tastierino numerico). 
In LaTeX, l'obelo si ottiene con \div.
Nella raccolta Unicode, l'obelo è definito come "segno di divisione" e corrisponde al simbolo U+00F7.
In HTML, si può codificare come &divide; o &#xF7; in HTML 3.2, o come &#247;.